# Eulalia von Mérida

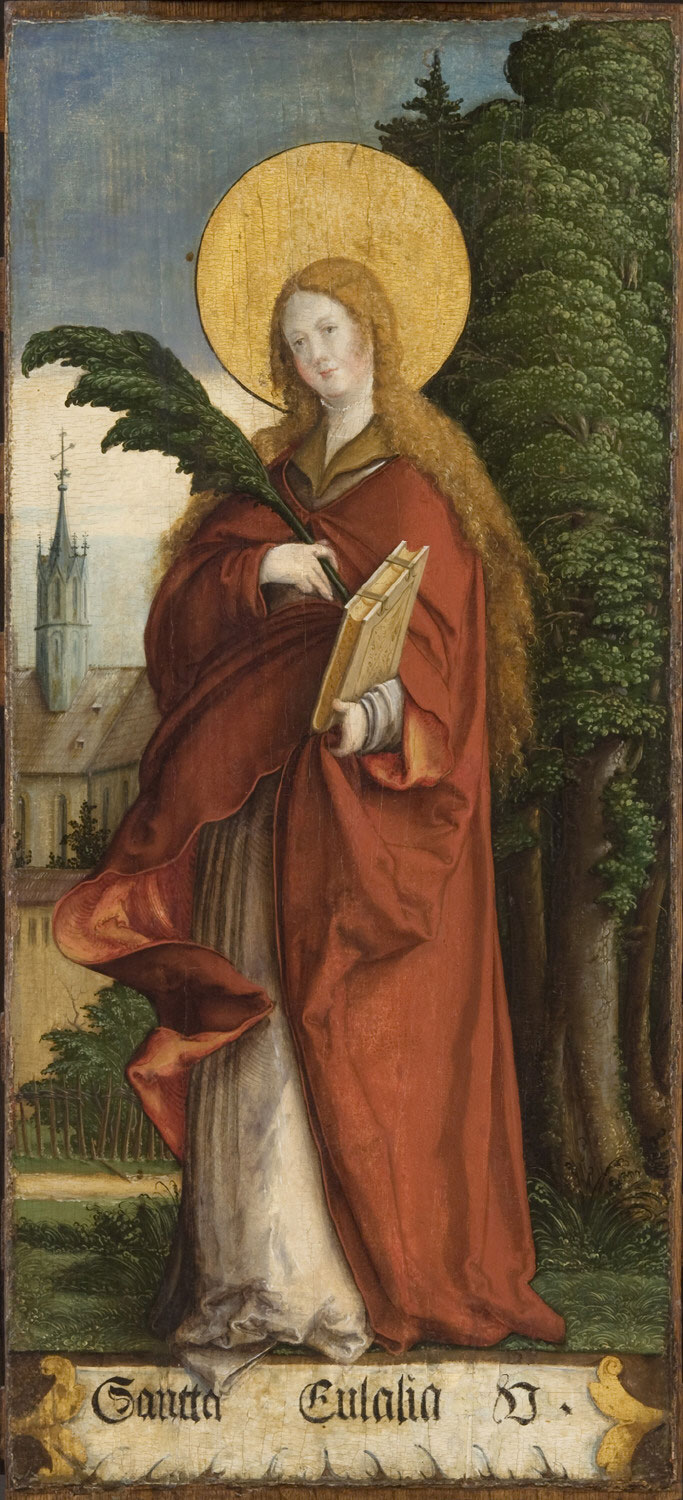
Hl. Eulalia (um 1540)

Eulalia von Mérida, auch Santa Olalla oder diverse Namensvarianten im Französischen (* 292 in Mérida, Spanien; † 10. Dezember 304 ebenda) ist eine jugendliche Märtyrin und Heilige der katholischen und der orthodoxen Kirche. Ihr Todes- und Gedenktag wird in der katholischen Kirche am 10. Dezember, in der orthodoxen Kirche am 22. August begangen. Da ihre Hagiographie Ähnlichkeiten zu einer anderen jugendlichen Heiligen, Eulalia von Barcelona (290–303), aufweist, könnte es sich nach Angaben der Bollandisten um ein und dieselbe Person handeln.

## Vita
Gemäß den von Prudentius (Peristephanon, 3. Hymnus) um das Jahr 400 zusammengestellten oder erdichteten Legenden war Eulalia die Tochter einer wohlhabenden christlichen Familie. Im Alter von zwölf Jahren schlich sie sich heimlich vom elterlichen Anwesen fort, um vor Datianus, dem römischen Statthalter von Mérida, gegen die Christenverfolgung zu protestieren. Nachdem sie ein Götzenbild von der Wand gerissen hatte, wurde sie gefangen genommen und mit Feuer gefoltert (mit heißem Öl bespritzt, die Knie verbrannt, in einen Feuerofen geworfen), doch wundersamerweise blieb sie unversehrt. Einer späteren Legende zufolge stieg bei ihrem Tode durch das Schwert ihre befreite Seele als weiße Taube gen Himmel. Dabei fiel Schnee, der den Leichnam einhüllte.

## Verehrung
Bis zum heutigen Tag ist Eulalia die meistverehrte Märtyrin Spaniens. Der Ofen der Eulalia wird alljährlich in der Stadt Mérida gezeigt, wo der Heiligen auch die Kirche Santa Eulalia gewidmet ist. Sie ist Patronin von Mérida, Oviedo, Totana und Palacios de la Sierra. Ihr Reliquiar wurde im Jahre 780 nach Oviedo gebracht, um es dem Zugriff durch die islamischen Eroberer Spaniens zu entziehen. Dort ist es bis heute verblieben.
Die heilige Eulalia ist die Patronin der Wöchnerinnen und der Reisenden. Weiterhin ist sie Beschützerin vor Unfällen und der Ruhr.

## Darstellung
Obwohl ihr bereits im 4. und 5. Jahrhundert Kirchen geweiht wurden, sind mittelalterliche Darstellungen der Heiligen kaum bekannt. Spätere Bildnisse zeigen sie oft mit einer Taube oder einem Ofen, ihren ikonographischen Attributen. Andere Darstellungen zeigen wie sie durch spitze eiserne Haken der Brüste beraubt wird, manchmal auch am Kreuz hängend. Außerdem wird sie auf einem brennenden Scheiterhaufen stehend dargestellt, mit Märtyrerkrone und Feuerofen, der auf ihre Folter im Feuer hinweist; dieser Ofen wird jedoch fälschlicherweise als ihre Todesursache interpretiert.